# W Ursae Majoris

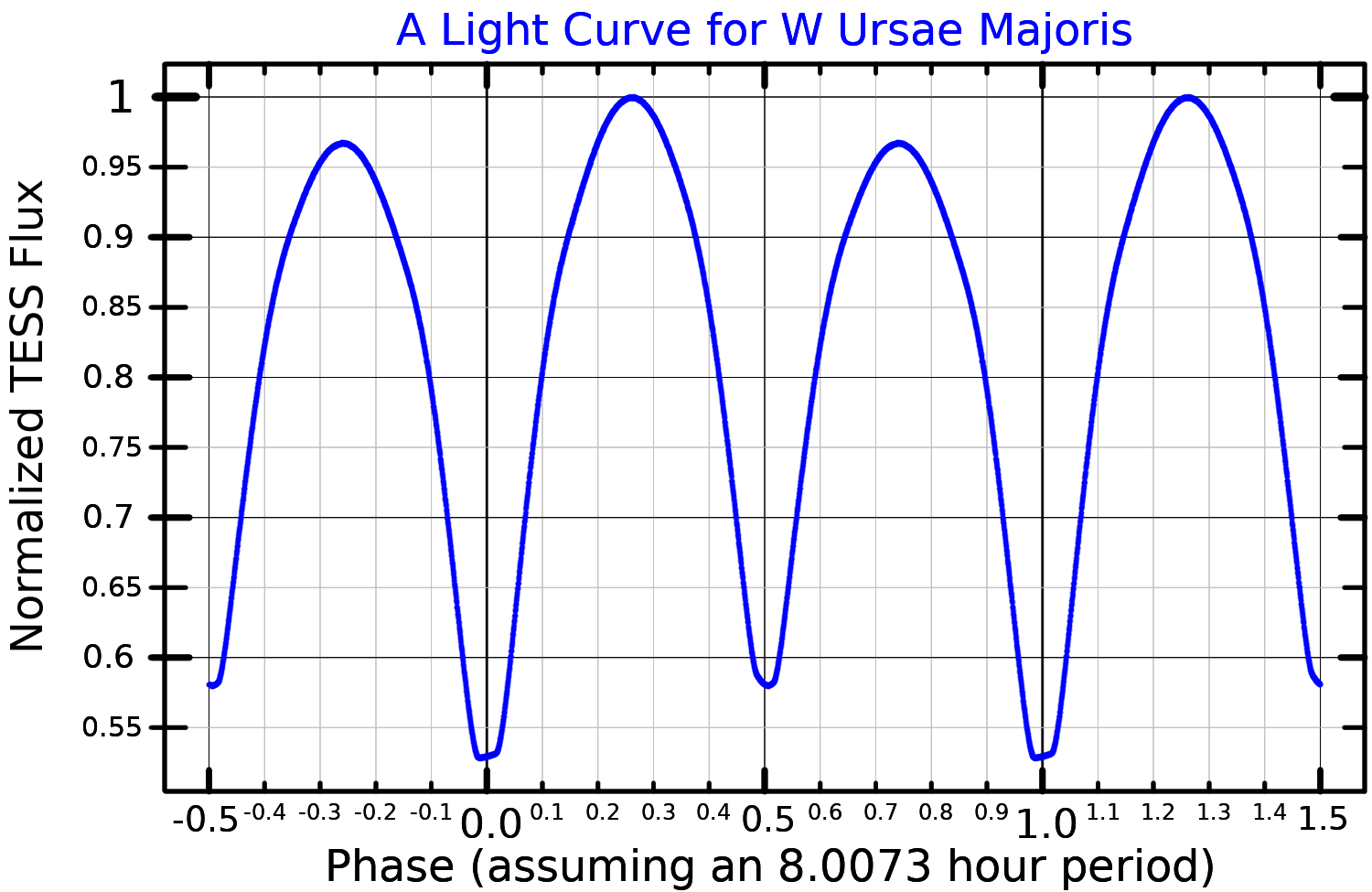
Representación gráfica de la curva de luz de la estrella W Ursa Major, trazada a partir de datos del satélite TESS.

W Ursae Majoris (W UMa / HD 83950 / HIP 47727 / SAO 27364) es una estrella variable de la constelación de la Osa Mayor, que se encuentra a 162 años luz del sistema solar.
W Ursae Majoris es una binaria eclipsante de contacto cuyas componentes comparten una capa exterior común y es el prototipo de este tipo de variables, conocidas como variables W Ursae Majoris. Al compartir las capas exteriores las dos estrellas tienen el mismo tipo espectral, F8Vp, correspondiente a enanas amarillas de la secuencia principal similares al Sol. La estrella primaria tiene una masa de 0,99 masas solares, un radio de 1,14 radios solares y una luminosidad de 1,45 soles. La estrella secundaria tiene una masa de 0,62 masas solares, un radio de 0,83 radios solares y una luminosidad igual al Sol.
Ambas componentes tienen forma de «gota», con la punta de cada una señalando a la otra estrella. A diferencia de las binarias eclipsantes normales, es imposible precisar cuando comienza o acaba el eclipse de una estrella por la otra. Durante el eclipse de W Ursae Majoris, la magnitud aparente varía entre +7,75 y +8,48 durante un período de 8 horas.